# IPhoto
iPhoto（アイフォト）は、Appleが開発・販売する写真管理ソフトウェアである。同社の統合ソフトウェア製品「iLife」の構成ソフトウェアの一つ。
主にデジタルカメラで撮影したデジタル写真を管理、閲覧したり、インターネット上に公開したり、壁紙にしたり、補正、ネット経由でフォトアルバムの作成を頼んだりすることが出来る。動作環境はOS X、iOSのみで、Windows版は開発されていない。

## 概要
基本的な機能は、デジタルカメラから取り込んだ写真等の画像を全て「ライブラリ」（もしくは任意に指定したフォルダ）に集約し、そこから各「アルバム」へ振り分けて整理するものである。各画像にはタグやマイレート、コメントを付けることができ、その写真に関わるあらゆる情報を元に「スマートアルバム」を作成して整理することもできる。Mac OS X v10.4以降であれば、iPhotoで付けたタグやマイレート、コメントはSpotlightでの検索対象となる。これによりiPhotoを起動せずとも高速に画像を検索することが可能になっている。
また、旧バージョンのiPhoto 2はAppleから無償で配布されており誰でも利用することができる。以降のバージョンは製品版のiLifeに含まれるか、もしくは一部のMacハードウェアにプリインストールされ販売されている。
iPhotoは主にコンシューマ向けに開発されたソフトウェアであるが、プロシューマ向けのデジタル写真管理ソフトウェアとして、同社からApertureが販売されている。
なお、iPhotoのユーザインタフェースは、同社のiTunesに似ている。iPhotoの「アルバム」をiTunesの「プレイリスト」、同じくiPhotoの「スマートアルバム」をiTunesの「スマートプレイリスト」と置き替えれば、その大まかな使い方はiTunesと類似している。
ちなみにiPhotoと同様の機能を持つソフトウェアとしては、アドビのPhotoshop Album、GoogleのPicasa、マイクロソフトのWindows フォト ギャラリー等が挙げられる。

## 機能
iPhotoは基本的に「写真を整理する」ためのソフトウェアだが、簡単なレタッチ機能やその他のパブリッシング機能も備えている。
写真の取り込み
ライブラリに直接画像ファイルをドロップすることで写真を追加できる他、ドライバなしに多くのデジタルカメラから直接写真を取り込むことが可能。マスストレージクラス未対応のデジタルカメラもソースリストに表示されるので、カメラ本体を直接操作することができる。取り込んだ写真は日付ごとに「イベント」として管理できる。
レタッチ機能
明るさやコントラストの調整はもちろんのこと、デジタルカメラユーザを主なターゲットにしていることもあり、赤目の補正なども行える。トリミングやサイズ変更、その他の調整はコピーしたファイルに対して行われるため、いつでも全ての変更を破棄してオリジナルへ戻すことができる。
スマートアルバム
スマートアルバムはiTunesの「スマートプレイリスト」と同様のものである。写真に付けられたタグやコメント、マイレートや、ファイル名やタイトル、撮影日付等を検索条件としてアルバムを作成し、リアルタイムに更新することができる。
人々
iPhoto 09から顔認識機能が追加され、人物ごとに写真を検索、自動的に整理出来るようになる。
スライドショー
作成したアルバムや選択した写真を元にスライドショーを作成することができ、iTunesのライブラリから直接曲を取り込んでBGMに設定することができる。様々なエフェクトやトランジションを標準で搭載し、それらを自動で適用することも可能。作成したスライドショーはQuickTimeを利用してムービーに書き出せる他、プレゼンテーションソフト「Keynote」へ取り込むこともできる。
撮影地
iPhoto 09から撮影地ごとに写真を管理できる「撮影地」が追加される。GPS内蔵のデジタルカメラならば自動的に撮影地情報が写真に加わるが、それ以外の写真では手動で位置情報を入力しなければならない。
パブリッシング
iPhotoで管理している画像はコダック社のサービスを利用し、写真へプリントすることができる。またアルバムを作成しテンプレートを適用することで、ハードカバーの「フォト・ブック」へとオンデマンドで印刷することも可能。これらの注文は全てオンラインで行える。フォト・ブックは贈答用として喜ばれている。
写真の共有
Bonjourによる「iPhoto Bonjour 共有」機能では、写真をLAN内の他のMacにインストールされたiPhotoと共有することができる。ポートは8770番が使われる。
写真の書き出し
画像ファイルやアルバム、スライドショーは、「書き出し」機能を用いて他の形式の画像ファイル、ムービー等へ書き出しできる他、Appleが運営する「MobileMe」や「Facebook」、「Flickr」などのオンラインフォトアルバムにアップロードすることができる。またこの機能ではライブラリを丸ごとCDやDVDに書き込めるので、そのままバックアップとしても利用可能。なおiLifeに含まれているiMovieではiPhotoで管理している写真を直接閲覧し取り込むことができるようになっている。
拡張
iPhotoではプラグインを追加して機能を追加することができるようになっている。例えばiPhotoで管理している写真を「書き出し」機能を利用し、Picasa Web Albumへアップロードする「Picasa Web Albums Uploader」や等のプラグインが各サードパーティーから配布されている。

## 問題点
iPhotoは全体的に動作が重く、特に多くの写真を管理している場合に起動が遅かったが、バージョンが上がる度に改善され、バージョン6では25万枚もの写真を管理することができる。

## バージョン履歴と新機能

### 1.0 - 2002年1月7日
- Mac OS X専用に設計され、デジタルフォトの保存、整理、共有、編集、印刷が容易に行えるiPhotoが無償で提供された。

### 1.1 - 2002年5月7日
- 明度およびコントラストの修正機能
- Mailとの連携
- デスクトップピクチャやスクリーンセーバ、スライドショーの容易な作成機能
- 管理しているデジタルフォトの検索機能

### 2.0 - 2003年1月7日
- 不鮮明な写真の画質を改善できる補正機能
- 傷や毛、レンズの汚れなどを除去可能なレタッチツール
- 写真をワンクリックでメール送信できる機能

### 4.0 - 2004年1月6日
- 25,000枚の写真まで利用可能
- Bonjourを用いた写真の共有
- 星による写真評価（マイレート）
- 写真を自動で整理出来るスマートアルバム
- CDならびにDVDに写真ライブラリをバックアップ可能

### 5.0 - 2005年1月11日
- MPEGムービーやRAW形式画像の管理が可能になった
- 編集機能の強化
- スライドショー機能の強化
- iPhotoブックのバリエーション追加

### 6.0 - 2006年1月10日
- ユニバーサルバイナリ化
- 最大で250,000枚までの写真を利用可能
- アルバムをRSSでオンライン配信する「Photocasting」機能
- フルスクリーンでの複数の写真を比較しながら編集
- 内部プログラミングソースを大きく書き直したことで高速化

### 7.0 - 2007年8月7日
- 写真を自動でイベントに振り分ける機能
- .Macとの連携とウェブギャラリー
- 編集ツールを強化

### 「写真.app」への切り替え
2015年のOS X Yosemite 10.10.3以降は、後継となる「写真」が同梱されている。写真.appはiCloud写真に対応しているが、iPhotoのデータは移行が必要になる。また、macOS Catalina 10.15より、iPhotoは利用不可となった。